# Église catholique en Guyane

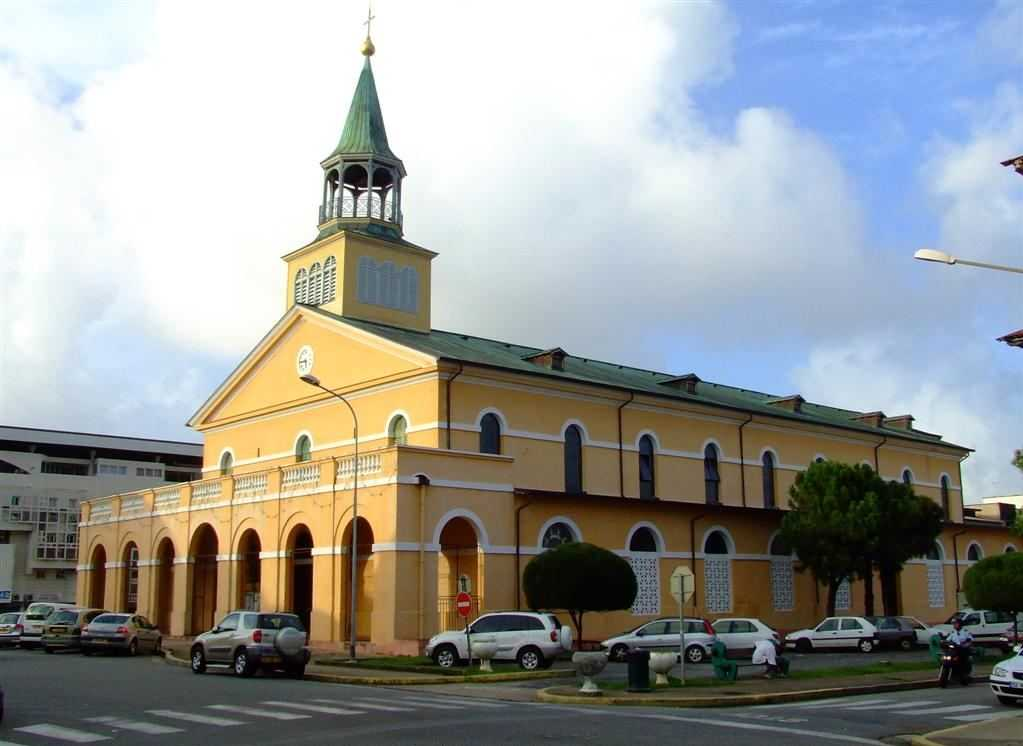
Cathédrale Saint-Sauveur de Cayenne.

L'Église catholique en Guyane fait partie de l'Église catholique mondiale, sous la direction spirituelle du Pape à Rome.
Environ 75 % de la population est catholique et la dépendance forme un seul diocèse : le Diocèse de Cayenne.

## Histoire
Érigée en préfecture apostolique de Guyane-Cayenne en 1651, elle resta une préfecture jusqu'à ce qu'elle soit élevée au rang de Vicariat en janvier 1933, et enfin au diocèse de Cayenne en février 1956. Le diocèse est actuellement un suffragant de l'Archidiocèse de Fort-de-France sur l'île de Martinique. L'évêque actuel est Alain Ransay, nommé en décembre 2021.